# ヘル (ポーランド)
ヘル（ポーランド語: Hel、[xɛl] ( 音声ファイル)、カシューブ語: Hél（ヘール）、ドイツ語: Hela（ヘーラ））は、ポーランド ポモージェ県プツク郡にある町。ポーランド本土から33キロほど離れた、ヘル半島の先端部に位置する。

## 歴史
1198年に、Gellen というニシンの交易地の中心として、カシュビアのヘル村が記録されている。1219年のデンマークの年代記には、ヴァルデマー2世の船が難破して「ヘル島」の海岸に漂着したとある。村は13世紀までに、グダニスク（ドイツ名：ダンツィヒ）と並ぶこの地域の交易の中心地に成長し、ポモージェ公シフィエントペウク2世から都市権が与えられた。この特権は1378年、町がドイツ騎士団の支配下に入って正式に承認された。

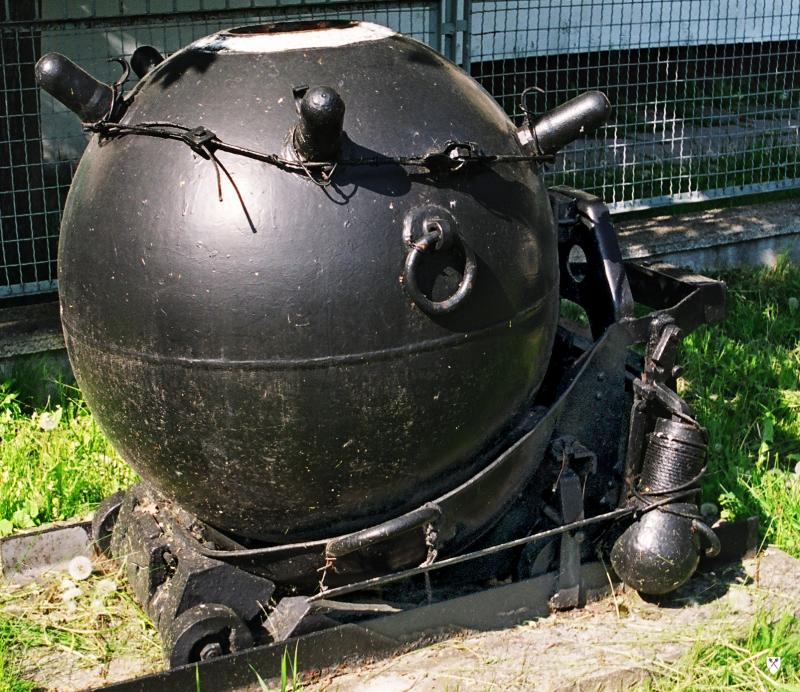
海軍兵器の野外博物館にある機雷

かつての市街は、現在の町の中心部から1.5キロほど離れた地点にあった。そこには一軒の教会、病院、市役所、二箇所の市場、数軒の旅籠、小さな港があった。しかし、15世紀になって海水が半島を侵食しはじめたため、市街は安全な場所に移された。漁師の守護聖人にささげられた聖ピョートル教会は、1417年に建立された。ヘルは発展の時代を迎えるが、急速に力をつけてきたグダニスク市にはかなわなかった。1466年、カジミェシュ4世が町をグダニスク領に封じたことで、グダニスク湾の覇権をめぐる1世紀におよんだ争いは終わった。1526年、ジグムント1世はヘルに与えられていたすべての特権を廃止し、町とその半島をグダニスク市に売却した。以来、ヘルの命運はより大きな近隣の都市次第となった。
17世紀から18世紀にかけて、戦乱や天災が続き、町は深刻な被害を受けた。人口の減少は甚だしく、新しく発足したドイツ帝国のポズナニ州は1872年、ヘルが6世紀にわたって守ってきた都市権を取り消した。このため、ヘラ村（ドイツ語ではこういう）はその重要性をほとんど喪失した。
1893年、村に漁港がつくられ、衰退に歯止めがかかった。漁港は漁船団に避難所を提供し、週末にはグダニスクやソポト（ドイツ名：ツォッポト）市民の人気の行楽地となった。村は1896年、海浜リゾート地として認定された。

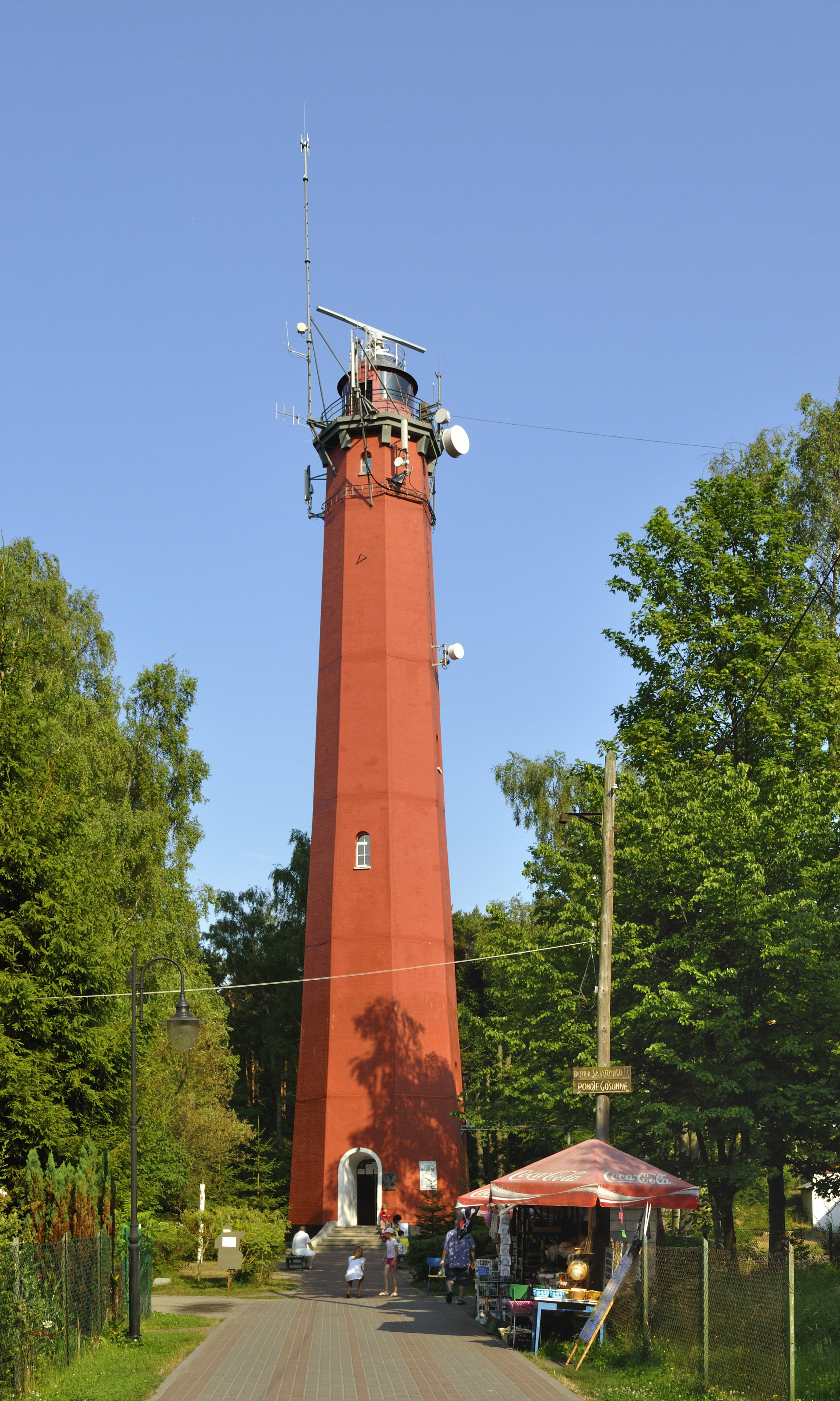
ヘルの灯台

第一次世界大戦とヴェルサイユ条約の結果、ポーランドが独立国として再興されると、ヘルもその一部となった。1921年には、半島を通って町と本土を結ぶ鉄道が開通した。ポモージェ県は村に道路も敷設しようと計画したが、それには当時、半島があまりに狭あいであることが分かった。まもなく、ヘルはポーランド領ポモージェ地方有数の観光地になった。郊外には観光客向けの別荘とならんで教会、学校、漁業施設、地球物理学観測所ができた。加えて、ポーランド海軍の二箇所の重要基地のうちのひとつが置かれた。港は拡張され、大統領は1936年、この半島をポーランド陸軍管轄の「防衛地域」とすると宣言した。海軍基地は大拡張され、軍事施設をまもるため、要塞砲が配置された。

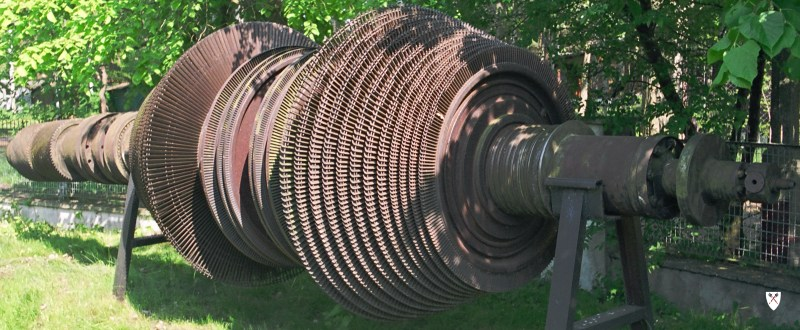
ポーランド海軍の駆逐艦「ヴィヘル」に搭載されていたパーソンズ式タービン

ポーランド侵攻で、ヘル半島のポーランド陸軍は最も頑強に抵抗を続けた。「ヘルの守護神」ことスタニスワフ・ズワルティンスキー将軍麾下の沿岸防衛軍部隊およそ3000名が、圧倒的な力の差のなか10月2日まで持ちこたえた。降伏直後、ポーランド軍の工兵が無数の魚雷弾頭を炸裂させたため、半島は本土から切り離されて孤島になった。第二次世界大戦中、ヘルの海軍基地はドイツ海軍がUボート乗組員の教練場として利用した。終戦時、村はポーランドで最も解放が遅れた。この地に駐留していたドイツ軍部隊が降伏したのは、ドイツが降伏した6日後の1945年5月14日であった。
戦後、村には再び海軍基地が置かれた。1960年には、本土のヤスタルニアから道路が通じた。その3年後、都市権を回復した。観光業も復調し、ホテルやゲストハウス、別荘が建設された。1996年、ポーランド海軍は半島に所有していたすべての土地を行政に売却し、現在の小規模な基地を保有するのみとなった。
今日、港はヨットの船だまりとなっている。海洋生物学研究所が置かれ、町内には至るところに海軍の兵器や設備が放置されている。
ヘルの東端はかつて軍用地だったが、現在は一般人も立ち入れるため、半島を完全に歩いてめぐることができる。

## 気候
| ヘル (1991–2020)の気候              | ヘル (1991–2020)の気候 | ヘル (1991–2020)の気候 | ヘル (1991–2020)の気候 | ヘル (1991–2020)の気候 | ヘル (1991–2020)の気候 | ヘル (1991–2020)の気候 | ヘル (1991–2020)の気候 | ヘル (1991–2020)の気候 | ヘル (1991–2020)の気候 | ヘル (1991–2020)の気候 | ヘル (1991–2020)の気候 | ヘル (1991–2020)の気候 | ヘル (1991–2020)の気候 |
| 月                                  | 1月                    | 2月                    | 3月                    | 4月                    | 5月                    | 6月                    | 7月                    | 8月                    | 9月                    | 10月                   | 11月                   | 12月                   | 年                     |
| ----------------------------------- | ---------------------- | ---------------------- | ---------------------- | ---------------------- | ---------------------- | ---------------------- | ---------------------- | ---------------------- | ---------------------- | ---------------------- | ---------------------- | ---------------------- | ---------------------- |
| 最高気温記録 °C （°F）              | 11.3 (52.3)            | 12.9 (55.2)            | 20.5 (68.9)            | 26.2 (79.2)            | 28.0 (82.4)            | 31.7 (89.1)            | 35.0 (95)              | 31.8 (89.2)            | 28.1 (82.6)            | 23.2 (73.8)            | 15.9 (60.6)            | 11.7 (53.1)            | 35.0 (95)              |
| 平均最高気温 °C （°F）              | 2.1 (35.8)             | 2.6 (36.7)             | 5.6 (42.1)             | 11.0 (51.8)            | 16.0 (60.8)            | 19.7 (67.5)            | 22.1 (71.8)            | 22.1 (71.8)            | 17.6 (63.7)            | 12.0 (53.6)            | 7.0 (44.6)             | 3.7 (38.7)             | 11.79 (53.24)          |
| 日平均気温 °C （°F）                | 0.6 (33.1)             | 0.7 (33.3)             | 2.7 (36.9)             | 6.7 (44.1)             | 11.4 (52.5)            | 15.4 (59.7)            | 18.1 (64.6)            | 18.2 (64.8)            | 14.5 (58.1)            | 9.7 (49.5)             | 5.3 (41.5)             | 2.2 (36)               | 8.79 (47.84)           |
| 平均最低気温 °C （°F）              | −1.1 (30)              | −1.1 (30)              | 0.2 (32.4)             | 3.2 (37.8)             | 7.6 (45.7)             | 11.8 (53.2)            | 14.8 (58.6)            | 15.1 (59.2)            | 11.9 (53.4)            | 7.6 (45.7)             | 3.7 (38.7)             | 0.6 (33.1)             | 6.19 (43.15)           |
| 最低気温記録 °C （°F）              | −19.1 (−2.4)           | −20.1 (−4.2)           | −17.0 (1.4)            | −9.0 (15.8)            | −5.1 (22.8)            | −0.1 (31.8)            | 5.4 (41.7)             | 5.3 (41.5)             | −2.3 (27.9)            | −3.0 (26.6)            | −9.2 (15.4)            | −15.2 (4.6)            | −20.1 (−4.2)           |
| 降水量 mm （inch）                  | 38.5 (1.516)           | 30.7 (1.209)           | 32.9 (1.295)           | 30.7 (1.209)           | 48.9 (1.925)           | 57.6 (2.268)           | 77.9 (3.067)           | 67.6 (2.661)           | 60.6 (2.386)           | 57.4 (2.26)            | 49.2 (1.937)           | 46.0 (1.811)           | 598 (23.544)           |
| 降雪量 cm （inch）                  | 93.8 (36.93)           | 129.2 (50.87)          | 71.9 (28.31)           | 3.6 (1.42)             | 0 (0)                  | 0 (0)                  | 0 (0)                  | 0 (0)                  | 0 (0)                  | 0 (0)                  | 3.9 (1.54)             | 57.4 (22.6)            | 359.8 (141.67)         |
| 平均降雨日数                        | 10.1                   | 8.0                    | 8.6                    | 6.4                    | 8.1                    | 9.4                    | 9.5                    | 9.4                    | 9.0                    | 10.4                   | 10.0                   | 10.6                   | 109.5                  |
| 平均降雪日数                        | 11.3                   | 13.1                   | 6.8                    | 0.5                    | 0                      | 0                      | 0                      | 0                      | 0                      | 0                      | 1.4                    | 6.3                    | 39.4                   |
| % 湿度                              | 86.9                   | 85.7                   | 82.8                   | 80.6                   | 80.4                   | 80.5                   | 81.8                   | 81.8                   | 83.1                   | 84.9                   | 88.1                   | 88.1                   | 83.73                  |
| 平均月間日照時間                    | 41.5                   | 68.5                   | 135.2                  | 216.2                  | 276.3                  | 277.7                  | 276.1                  | 258.9                  | 176.5                  | 114.6                  | 48.0                   | 35.2                   | 1,924.7                |
| 出典：Promedios y totales mensuales |                        |                        |                        |                        |                        |                        |                        |                        |                        |                        |                        |                        |                        |

## 交通
- ヘル駅（英語版）があり、グディニャ北西の町ベイヘロフスキ郡（英語版）レダ（英語版）と非電化のReda–Hel railwayで結ばれている。